# Норт Фер Оукс (Калифорнија)
Норт Фер Оукс (енгл. North Fair Oaks) насељено је место без административног статуса у америчкој савезној држави Калифорнија.

## Демографија
По попису из 2010. године број становника је 14.687, што је 753 (-4,9%) становника мање него 2000. године.
| Група             | 2000.          | 2010.          |
| Белци             | 3.575 (23,2%)  | 2.793 (19,0%)  |
| Афроамериканци    | 296 (1,9%)     | 235 (1,6%)     |
| Азијати           | 468 (3,0%)     | 548 (3,7%)     |
| Хиспаноамериканци | 10.741 (69,6%) | 10.731 (73,1%) |
| Укупно            | 15.440         | 14.687         |